# Braunschweiger Mumme

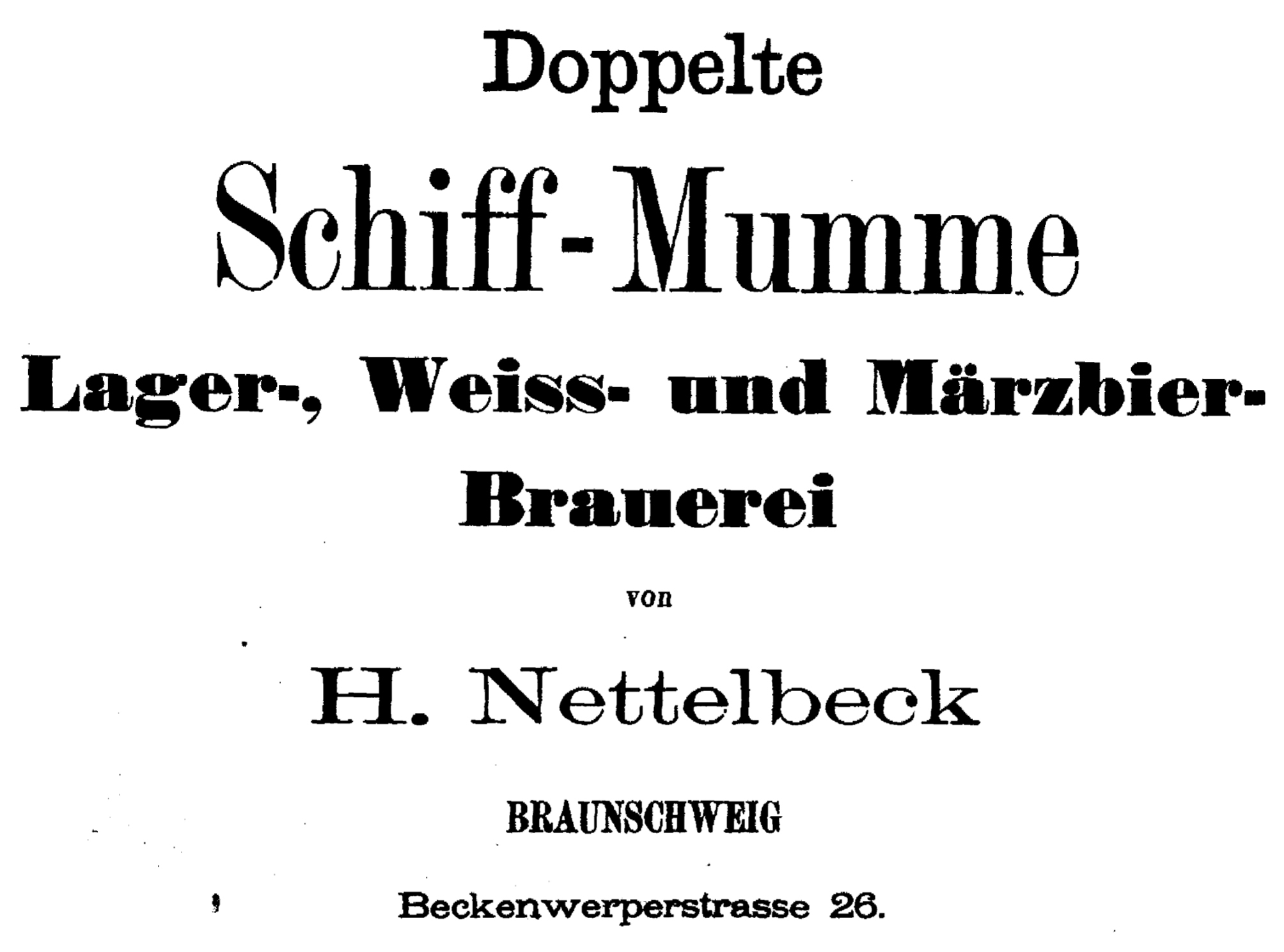
Werbeanzeige der Firma H. Nettelbeck in: „Braunschweigsches Adreß-Buch für das Jahr 1879“

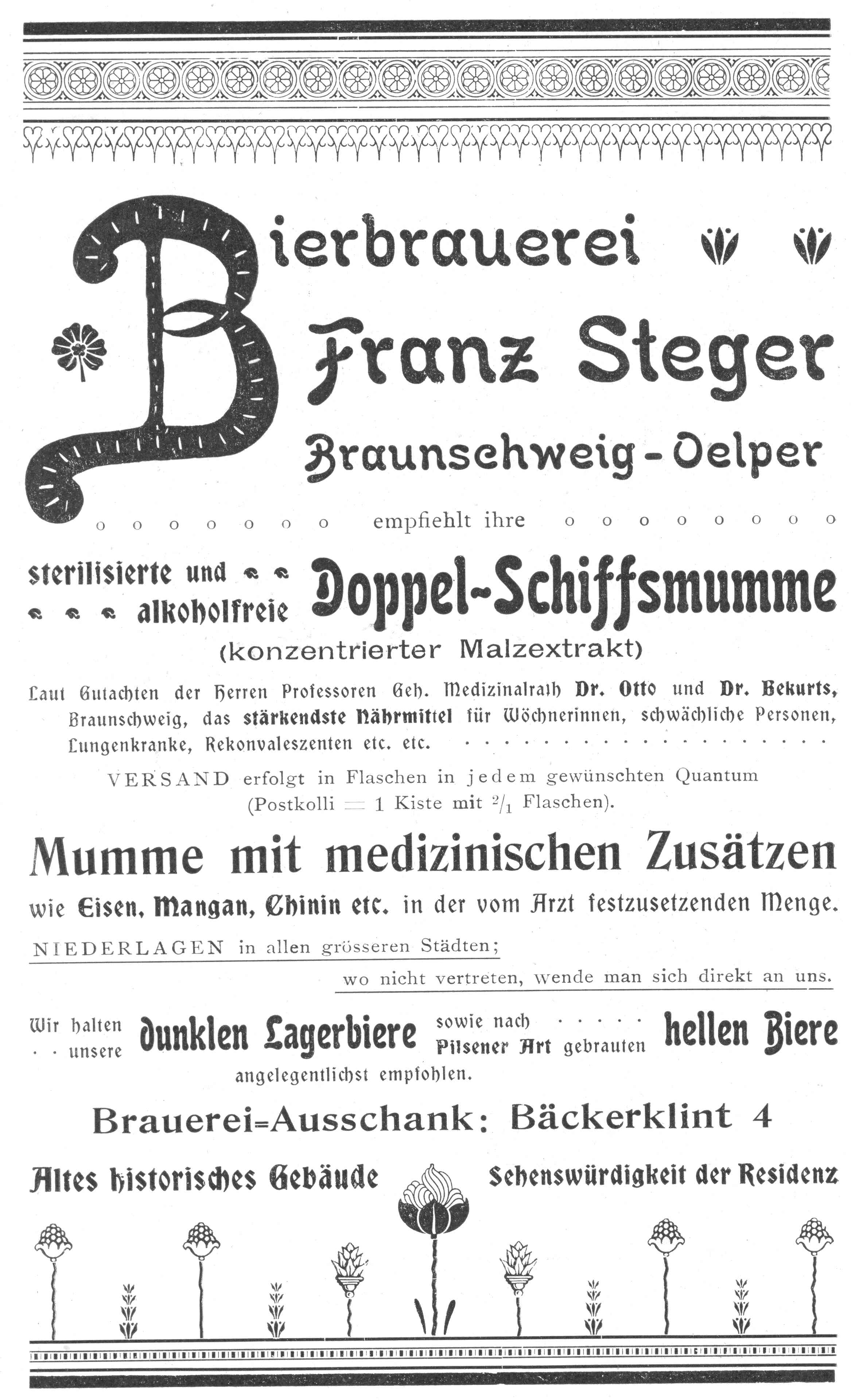
Mumme-Brauerei Steger, Werbung von 1899

Die Braunschweiger Mumme (lateinisch Mumma Brunsvicensium oder Mumia), meist nur Mumme genannt, war ursprünglich je nach Brauart ein schwach bis stark alkoholhaltiges Bier aus Braunschweig. Seine Entstehungsgeschichte reicht bis in das Spätmittelalter zurück.

## Fiktion und Wirklichkeit
Entgegen landläufiger Meinung ist die Bezeichnung „Mumme“ nicht auf einen Braunschweiger Bürger Christian Mumme zurückzuführen. Begünstigt durch das 1736 erschienene Werk De Mumia Brunsvicensium des in Wolfenbüttel tätigen Arztes Franz Ernst Brückmann, entstanden zahlreiche Legenden um dieses alte Getränk, die teilweise noch kolportiert werden. Nach Brückmann soll besagter Christian Mumme, angeblich Bierbrauer in Braunschweig, die Rezeptur des Getränkes entweder um 1492 oder 1498 verbessert haben. Zu dieser Zeit soll die Wirkung dieses Starkbiers, dem zahlreiche Gewürze beigemischt wurden, im wahrsten Sinn des Wortes „umwerfend“ gewesen sein.

### Legendenbildung
Brückmanns Veröffentlichung förderte die bereits seit Jahrhunderten vorhandenen Geschichten und Legenden um die Braunschweiger Mumme, deren Bekanntheitsgrad weit über die Stadtgrenzen hinausging und deren Bedeutung für die Wirtschaft Braunschweigs in der frühen Neuzeit groß war, folglich verdrängten diese Geschichten vorrangig die Tatsachen. Und Brückmanns Buch hat dazu beigetragen, die Braunschweiger Mumme folkloristisch zu verklären. Unterstützt wurde er vom Kupferstecher A. Beck, der ab 1742 entsprechendes Bildmaterial zur Illustration beisteuerte. Brückmanns Mumme-Geschichten und Becks Bilder fanden in der Folge Eingang in das kollektive Bewusstsein der Bevölkerung und wurden schließlich von nachfolgenden Generationen als historische Tatsachen angesehen. Erst 1911 gelang es dem Braunschweiger Historiker und Direktor des Städtischen Museums, Heinrich Mack, in seinem Werk Zur Geschichte der Mumme. Insbesondere des Mummehandels im 17. Jahrhundert nachzuweisen, dass es sich bei einem Großteil der tradierten Geschichten tatsächlich um Legenden handelte, wie bezüglich der Person des Christian Mumme, den Erzählungen über dessen Haus, über das Mumme-Kind sowie die Mumme-Probe.

### Haus des Christian Mumme

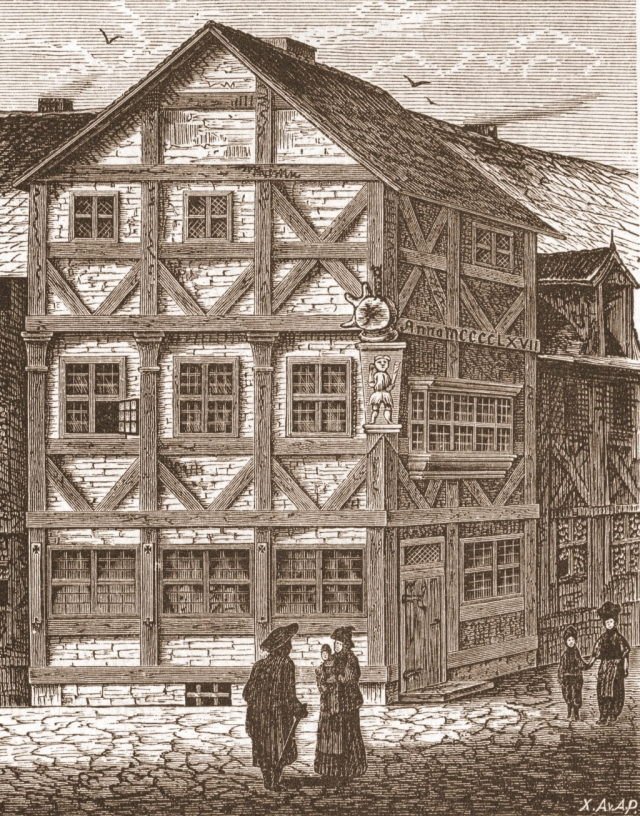
Angebliches Brauhaus des Christian Mumme

Laut Brückmann soll Christian Mumme sein Bier in dem mit 1463 datierten und bis zu seiner Zerstörung im Zweiten Weltkrieg tatsächlich vorhandenen Fachwerkhaus am Alten Petritore 2 gebraut haben. Als Beleg für die Authentizität diente eine Illustration, wie die noch vorhandene geschnitzte Holzfigur eines Mannes mit einem Passglas, die am Haus befestigt war. Mack gelang es anhand historischer Dokumente zweifelsfrei nachzuweisen, dass nicht einmal der Familienname Mumme für dieses Haus belegt ist.
Christian Mumme wurde in Braunschweig niemals urkundlich erwähnt. Dass er der Erfinder des nach ihm benannten Getränks gewesen sein soll, erscheint insofern verwunderlich, als dieses Getränk der Exportschlager des mittelalterlichen Braunschweigs war. Hätte dieser Christian Mumme wirklich existiert und das Getränk erfunden, wäre er mit großer Wahrscheinlichkeit in den Annalen der Stadt verzeichnet worden. Ein weiteres Indiz für die Existenz des Bieres vor 1492 stammt aus dem Jahre 1425, als der Hessische Landgraf bei einem Besuch in Braunschweig zwei Fässer Mumme verzehrt haben soll.

### Mumme-Kind
Ein weiteres Beispiel für eine Fiktion ist das so genannte „Mumme-Kind“. Ein Kupferstich Becks stellt das Kind als einen extrem übergewichtigen jungen Mann dar, der an seiner Vorliebe für Mumme gestorben sein soll. Er hätte sich im wahrsten Sinn des Wortes zu Tode getrunken. Die Bildunterschrift lautete: „Abbildung eines Maltz-Kärners in Braunschweig, dem die Mumme so ungemein wohl geschmecket, daß er darinne sich so dicke, ja, gar zu Tode gesoffen, seines Alters 30 Jahr, an dem Gewicht hat er gewogen drey und einen halben Centner.“ ()

### Mumme-Probe
Eher unter die Anekdoten fällt die Mumme-Probe, die auch für andere Biere als Legende besteht. Süße und Zähflüssigkeit der Braunschweiger Mumme waren ihr Qualitätsmerkmal, weshalb es der Maßstab für die Güte der Mumme und damit für ihre Rezeptur sein sollte. Man ging dabei wie folgt vor: Auf einen Stuhl oder Schemel wurde ein wenig Mumme gegossen und verstrichen. Anschließend musste sich jemand darauf setzen und sofort wieder aufstehen. Klebte die Sitzgelegenheit nun an seinem Gesäß, war die Mumme-Qualität einwandfrei.

### Rechnung von 1390
Mack stieß bei seinen Recherchen zum Ursprung des Getränks auf eine Rechnung der Stadt Braunschweig für das Fest ihres Schutzpatrons St. Au(c)tor aus dem Jahre 1390. Diese Rechnung war für „mumm“ ausgestellt. So ist es mehr als zweifelhaft, dass sich „Mumme“ wirklich von dem Namen eines Christian Mumme herleitete, denn die Rechnung entstand 102 Jahre vor dessen angeblicher Rezepturverbesserung. Darüber hinaus deutet eine „Verbesserung“ darauf hin, dass schon vorher „etwas“ von minderer Qualität vorhanden gewesen sein muss. Auch die Jahreszahlen 1492 und 1498 dürften sich eher an historischen Ereignissen, wie der Entdeckung Amerikas (1492) oder der Entdeckung des Seewegs nach Indien (1498) orientiert und somit ebenfalls zur Legendenbildung beigetragen haben.

### Mumme als Gattungsbezeichnung
Mack wies weiterhin nach, dass die Bezeichnung „Mumme“ in Braunschweig zunächst eine Art Allgemeinbezeichnung für „dunkles Bier“ war, im Gegensatz zu der Bezeichnung „Weißbier“ für ein Bier hellerer Farbe. Auch wurden in Braunschweig bereits früh fünf verschiedene Mumme-Sorten gebraut, denen allen ihre dunkelbraune Färbung durch starken Malzgehalt sowie die Dickflüssigkeit gemein waren. In einem Edikt von 1571 wird „Mumme“ synonym zu Rotbier verwendet und ausdrücklich von hellem Bier unterschieden.

### Rezeptur
Aufgrund ihrer vielhundertjährigen Geschichte, der verschiedenen Brau- und Zubereitungsarten sowie der verschiedenen Brauer ist es unmöglich, eine allgemeingültige Rezeptur oder Zusammensetzung anzugeben. Grundzutaten waren auf jeden Fall Gerste, Hopfen und Weizen in unterschiedlicher Menge, wobei genauere Angaben nicht möglich sind.
Krünitz’ Oeconomische Encyclopädie zählt 1773 unter Verweis auf weitere Quellen und in Abhängigkeit von der Zubereitungsphase, wie der Gärung oder auch dem Sieden folgende angebliche Bestandteile auf: Bohnen, Rinde, Spitzen von Tannen und Birken, Cardobenedictenkraut, Blüten von Sonnentau, Holunder und Thymian, Pimpinelle, Betonien, Majoran, Polei, Kardamom, Hagebutten, Alant, Gewürznelken, Zimt und sogar Eier. Zur Erzielung der dunkelroten bis -braunen Färbung soll auch Kirschsaft zugesetzt worden sein.
Der Wahrheitsgehalt dieser Angaben muss allerdings angezweifelt werden, da einige Bestandteile auch als Gerüchte verbreitet wurden, um den Ruf der Braunschweiger Mumme und damit ihren Absatz zu schädigen.

## Exportschlager des ausgehenden Mittelalters
Aus dem Braunschweigischen Bierbuch von 1723: „… die Mumme, welche ein angenehmer, wohlriech- und schmeckender Gersten-Safft ist, so in der Stadt Braunschweig gekochet, und wegen ihrer Vortrefflichkeit die Tag und Nacht gleichmachende Linie passieret und bis in beyde Indien verfahren wird, worin sie es allen anderen Bieren zuvor thut …“ () Dank ihres hohen Alkohol- und Zuckergehaltes war Mumme in der frühen Neuzeit eines der wenigen Nahrungsmittel, das auch über längere Zeit hinweg genießbar blieb und damit lange Reisen überstand. Aufgrund ihrer Zusammensetzung eignete sie sich vor allem als Proviant für die langen See- und Entdeckungsreisen des 15. und 16. Jahrhunderts.
Um die Haltbarkeit des Getränks weiter zu verlängern, wurde der Alkoholgehalt verdoppelt und es entstand die „Schiff-Mumme“ oder „Segelschiff-Mumme“, im Gegensatz zur „schlechten“ einfachen „Stadt-Mumme“. Die Konsistenz der Schiff-Mumme soll eher der von Öl als der eines (heutigen) Bieres geähnelt haben. Selbst in den Tropen – Mumme wurde in speziell dafür hergestellten Fässern „in beide Indien“ (also Westindien und Ostindien) exportiert – verdarb das Bier nicht und trug so dazu bei, gefürchtete Mangelerkrankungen langer früher Schiffsreisen – wie Skorbut – zu verhindern. Aus dieser Zeit stammt das noch verwendete Markenzeichen auf den Getränkebehältnissen (bis in die 1970er Jahre Flaschen, seither Dosen): Ein ovales Siegel mit einem weißen Segelschiff (Dreimaster) auf blauem Grund.
Auf diese Weise hatte das Getränk während vieler Jahrzehnte Konjunktur und wurde in der vorindustriellen Zeit wesentlicher Exportschlager der Stadt Braunschweig. Zunächst wurde die Mumme über Land nach Celle gebracht, von da auf der Aller weiter transportiert, um schließlich über Häfen wie Hamburg (nachweislich ab 1531), Lübeck und Bremen in alle Welt (so nach Dänemark, Großbritannien, die Niederlande, Schweden oder ins Baltikum) exportiert wurde, was Neider auf den Plan rief. Die Hansestadt Bremen reagierte 1603: Um einerseits von der Beliebtheit der Mumme zu profitieren und andererseits die eigenen Biere zu schützen, erhoben die Bremer einen exorbitanten Zoll auf das Getränk. Die Abgaben für die Durchfuhr über die Weser betrugen vor 1600 etwa 8 Schilling pro Fass, danach sogar 16 Schilling. 1608 beschwerten sich die Bremer Brauer, dass der Export ihrer Biere nach Ostfriesland um 90 % eingebrochen sei, da Mumme „jetzt auch auf Hochzeiten und Kindtaufen“ getrunken werde, was vor Jahren noch völlig unüblich gewesen sei. Dies wiederum wollte sich die Stadt Braunschweig nicht gefallen lassen (1613 wurden zirka 5000 Fässer nach Bremen geliefert). So kam es, dass man sich 1614 auf einen geringeren Zoll sowie auf die Überlassung des Mumme-Verkaufsrechts an die Bremer einigte. 1649 schließlich hob Bremen sein Durchfuhrverbot auf und Braunschweig konnte sein Produkt wieder selbst vertreiben.
Die Mumme hatte jedoch einen „Nachteil“ – ihren Geschmack. Damals war Maltose wie noch immer wesentlicher Bestandteil der Rezeptur. So wurde das Getränk zwar haltbar, aber auch äußerst süß, klebrig und zähflüssig. Anfang des 17. Jahrhunderts gab es keine (haltbare) Alternative, so überwog der Vorteil der Haltbarkeit den geschmacklichen Nachteil.

## Niedergang

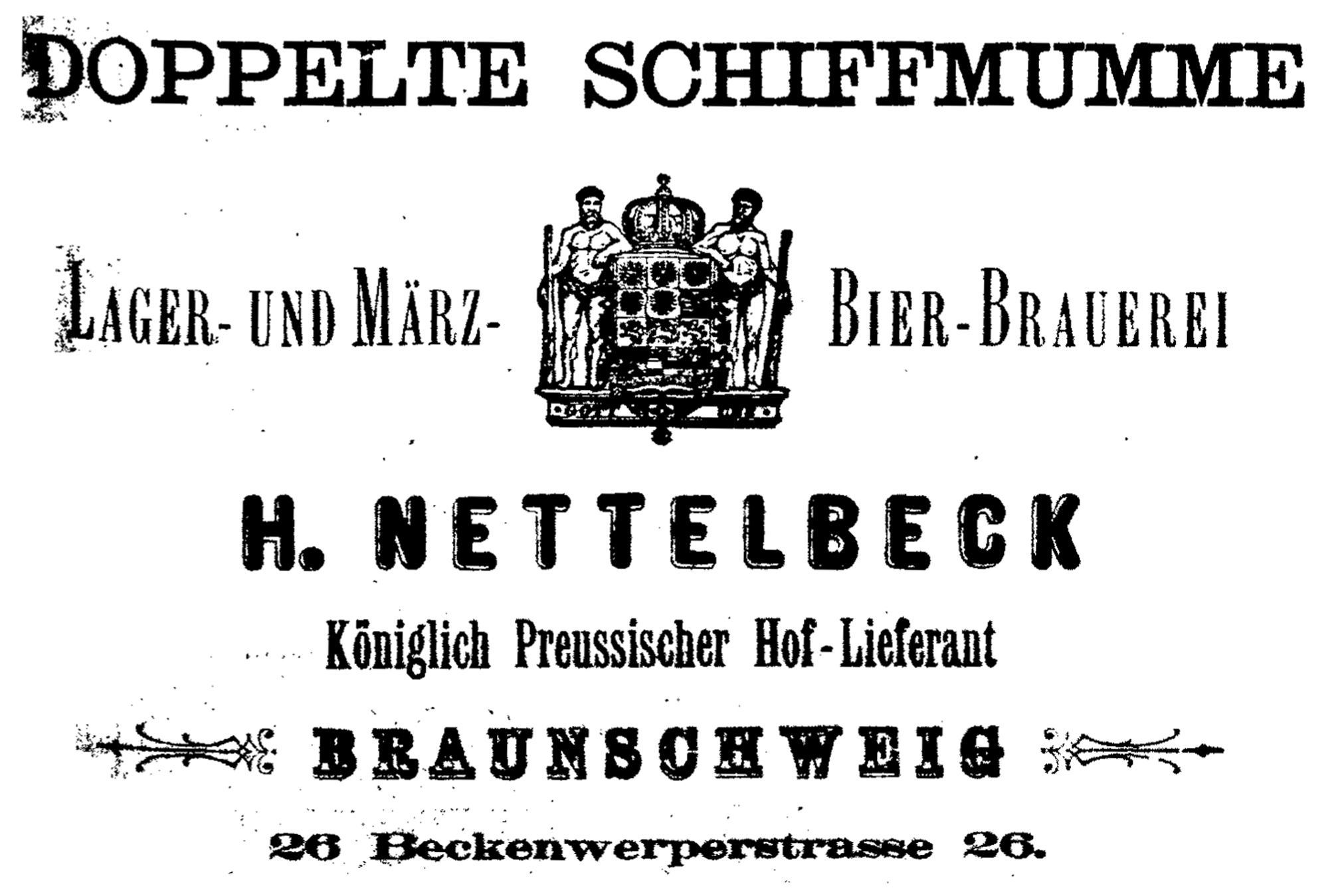
Werbeanzeige der Firma H. Nettelbeck in: „Braunschweigisches Adreß-Buch für das Jahr 1893“

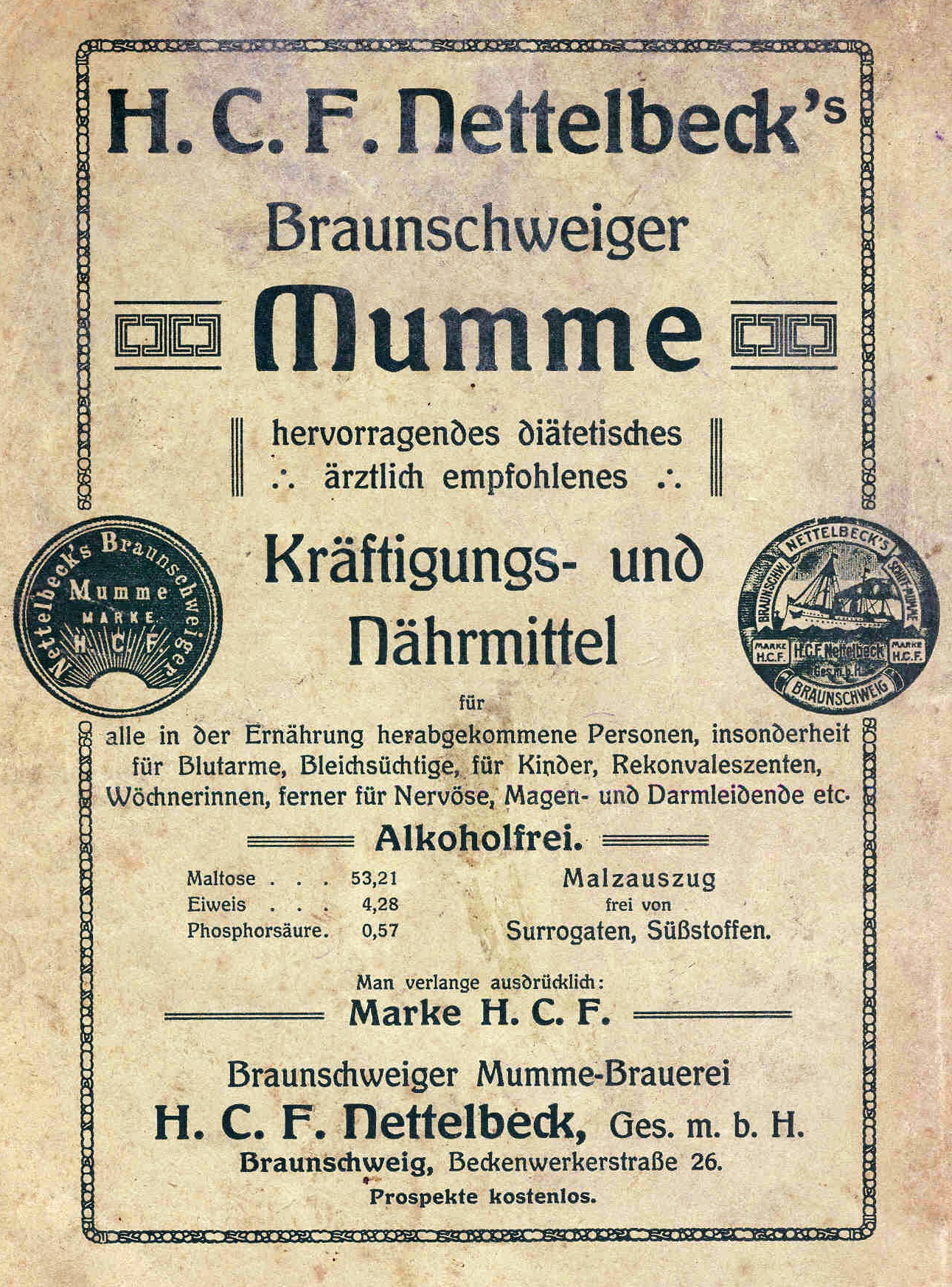
Werbung der Brauerei Nettelbeck von 1910

### Protektionismus und Wirtschaftsspionage
Die Neider ließen sich allerhand einfallen, um Geschäfte mit ihren eigenen Bieren oder Nachahmerprodukten machen zu können. In Meißen wurde versucht, Mumme nachzubrauen und es wurde sogar Gerste und Hopfen extra aus Braunschweig importiert – der Versuch schlug fehl. Zunehmend wurden im Ausland Einfuhr- und damit Handelsverbote verhängt. In einem frühen Fall von Wirtschaftsspionage gelangte das Mumme-Rezept schließlich Mitte des 17. Jahrhunderts in englische Hände. George Monck, ein General Oliver Cromwells, behauptete, das Rezept von einer „vornehmen Person in Braunschweig“ erhalten zu haben. Auf der Insel kopierte man die Mumme und verkaufte sie unter ihrem bekannten Namen. Um 1670 gelang es den Briten sogar, den Import der echten Mumme nach England für einige Jahre zu verbieten.
Jedoch erfreute sich das Braunschweiger Bier weiterhin großer Beliebtheit, die Exporte stiegen gegen Ende des 17. Jahrhunderts noch an. Im Jahre 1681 verfassten die städtischen Brauer deshalb eine Protestnote an den Rat der Stadt, die auf ein Problem hinwies: Um sich gegen die üble Nachrede, die Mumme sei mit allerlei ungesunden Zusätzen versehen, zur Wehr zu setzen, war eine frühe Form der Qualitätskontrolle eingeführt worden – die sogenannten „Probeherren“. Diese mussten jedes Mummenfass, bevor es zum Export freigegeben wurde und die Stadt verließ, zunächst verkosten. Bei bis zu 40 Fässern täglich hatte dies zur Folge, dass die Verkoster „vom Rausche beschlichen und derogestalt zugerichtet werden, daß Kopf und Füße ihres Amtes vergessen.“

### Qualitäts- und Imageverlust
Allmählich jedoch änderten sich die Zeiten. Auch anderen Städten und Brauern gelang es schließlich in Verbindung mit verbesserten Konservierungstechniken von Lebensmitteln, haltbare Biere herzustellen, die zudem auch noch besser schmeckten. Dadurch brach der Absatz des Getränks massiv ein, und die Mumme büßte alsbald ihre marktführende Position ein.
Überdies führten zahlreiche schlechte Mumme-Kopien anderer Städte und Länder zu einem schleichenden Imageverlust des Originals; die mindere Qualität der Nachahmerprodukte trug zusätzlich zum Rückgang des Absatzes Braunschweiger Mumme bei. Auch in der Stadt selbst sorgten Import-Biere sowie seit Ende des 17. Jahrhunderts dort gebraute helle Biere dafür, dass Mumme allmählich in ein Nischendasein gedrängt wurde.
Dennoch ist die Mumme noch 1744 in einem Verzeichnis der 35 damals bekanntesten deutschen Biersorten, das der Geograph Johann Gottfried Gregorii alias Melissantes in einer Berufsbeschreibung des Bierbrauers publiziert hatte, enthalten. Gegen Ende des 19. Jahrhunderts sahen sich in der Stadt nur noch zwei Mumme-Brauereien zehn Brauereien gegenüber, die helles Bier produzierten. Eine der Mumme-Brauereien, die Nettelbeck Mummebrauerei, ließ sich im Jahr 1907 die Marke Doppelte Schiff-Mumme schützen.

### Mumme anderer Städte und Länder
Wie beschrieben, war die Braunschweiger Mumme im Laufe ihrer langen Geschichte Opfer zahlreicher Plagiatoren. Ihr Ruf hat Brauereien in anderen Städten und Ländern dazu bewogen, vom guten Namen „Mumme“ zu profitieren, indem er für das Vermarkten eigener Produkte „ausgeborgt“ wurde. Drei Beispiele hierfür sind die „Rigaer Mumme“, die Mumme der dänischen Brauerei Tuborg, welche zwischen März 1951 und 1957 produziert wurde, sowie die „Wismarer Mumme“, die noch immer gebraut wird. Das Wismarer Bier galt zu Zeiten der Hanse als Exportschlager. Nach ganz Europa wurde die sogenannte „Wismarer Mumme“ geliefert. Damals hatten immerhin 182 Kaufleute in Wismar das Braurecht und verhalfen der Hansestadt nicht nur zu Bekanntheit und Ehre, sondern auch Reichtum. Heute ist davon noch das Brauhaus am Lohberg übrig und setzt Wismars Brautradition fort.

### Urahn des Malzbiers

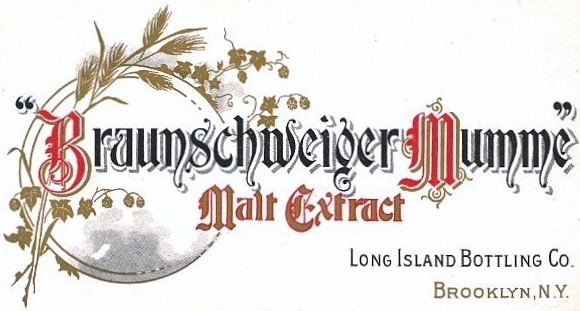
Mumme-Werbung aus den USA (um 1900)

Der Niedergang des einstigen Exportschlagers kulminierte schließlich im 18. Jahrhundert in der Entscheidung, aus dem einstigen Starkbier ein fortan alkoholfreies Malzgetränk zu machen. Bei dieser Entscheidung war es auch geblieben. Unbekannt blieb, wer diese damals traf. Es muss nach 1736 erfolgt sein, denn das Rezept aus diesem Jahr enthielt noch Gerste und Hopfen.
Mumme wurde fortan nur noch in Braunschweig und im engsten Umland konsumiert. Geworben wurde damit, dass es ein kräftigendes Getränk für „Wöchnerinnen (Mutterbier), schwächliche Personen, Lungenkranke und Rekonvaleszenten“ sei. Zeitweilig enthielt Mumme auch Eisen, Mangan, Chinin und ähnliches.

## Die Mumme in Musik und Literatur

### Das Mumme-Lied

Werbung der Brauerei Steger von 1914

Im Laufe der Zeit entstanden zahlreiche literarische Werke, die die Braunschweiger Mumme priesen und erwähnten. Ein Beispiel ist ein Gedicht, das Johann Albert Gebhardi, Rektor des Martino-Katharineums 1708 anlässlich der Hochzeit von Prinzessin Elisabeth Christine von Braunschweig-Wolfenbüttel mit dem späteren Kaiser Karl VI. verfasste. Ein zweites, bekannteres Beispiel ist das „Mumme-Lied“ aus der Oper „Heinrich der Vogler“, die im Sommer 1718 in Braunschweig uraufgeführt wurde. Dessen Verse stammen von Johann Ulrich König, die Vertonung vom herzoglichen Kapellmeister Georg Caspar Schürmann (1672/73–1751). Die Schreibweise kann je nach Quelle stark variieren, im Folgenden die ersten zwei Verse:
| Originalfassung | Hochdeutsch |
| Brunswyk, du leiwe Stadt, vor vel dusent Städen, dei sau schöne Mumme hat, dar ik Worst kann freten. Mumme smekkt noch mal sau fin, as Tokay un Mosler wyn, Slakkworst füllt den Magen … | Braunschweig, du liebe Stadt, unter Tausenden von Städten. die so schöne Mumme hat [und] wo ich [Braunschweiger] Wurst essen kann. Mumme schmeckt noch besser als Tokajer und Mosel-Wein, Schlackwurst füllt den Magen … |

### Ein Mumme-Gedicht
Als Anfang des 18. Jahrhunderts das Gerücht verbreitet wurde, die Braunschweiger Mumme sei mit allerhand Gewürzen und sonstigen obskuren Zutaten „verfälscht“, sowie mit Kirschsaft gefärbt, verfasste der bereits erwähnte Wolfenbütteler Mediziner Brückmann 1723 folgendes Gedicht auf die Mumme zu deren Verteidigung Das Gedicht von der Mumme:
Die Mumme scheu’t sich nicht

sie will sich nicht verstecken

sie tritt ohn Masque hier der Welt recht vors Gesicht

wer durchs Vergrößrungs-Glaß will schauen ihre Flecken

beschaue sich vor erst

eh er das Urtheil spricht
Anlässlich der „1000-Jahr-Feier der Stadt Braunschweig“ im August 1861 verfasste Carl Schultes (* 1822; † 1904) das historische Schauspiel Brunswick’s Leu, stark und treu, in dem die Mumme nochmals gewürdigt wurde.

## Das Steger’sche Mumme-Haus

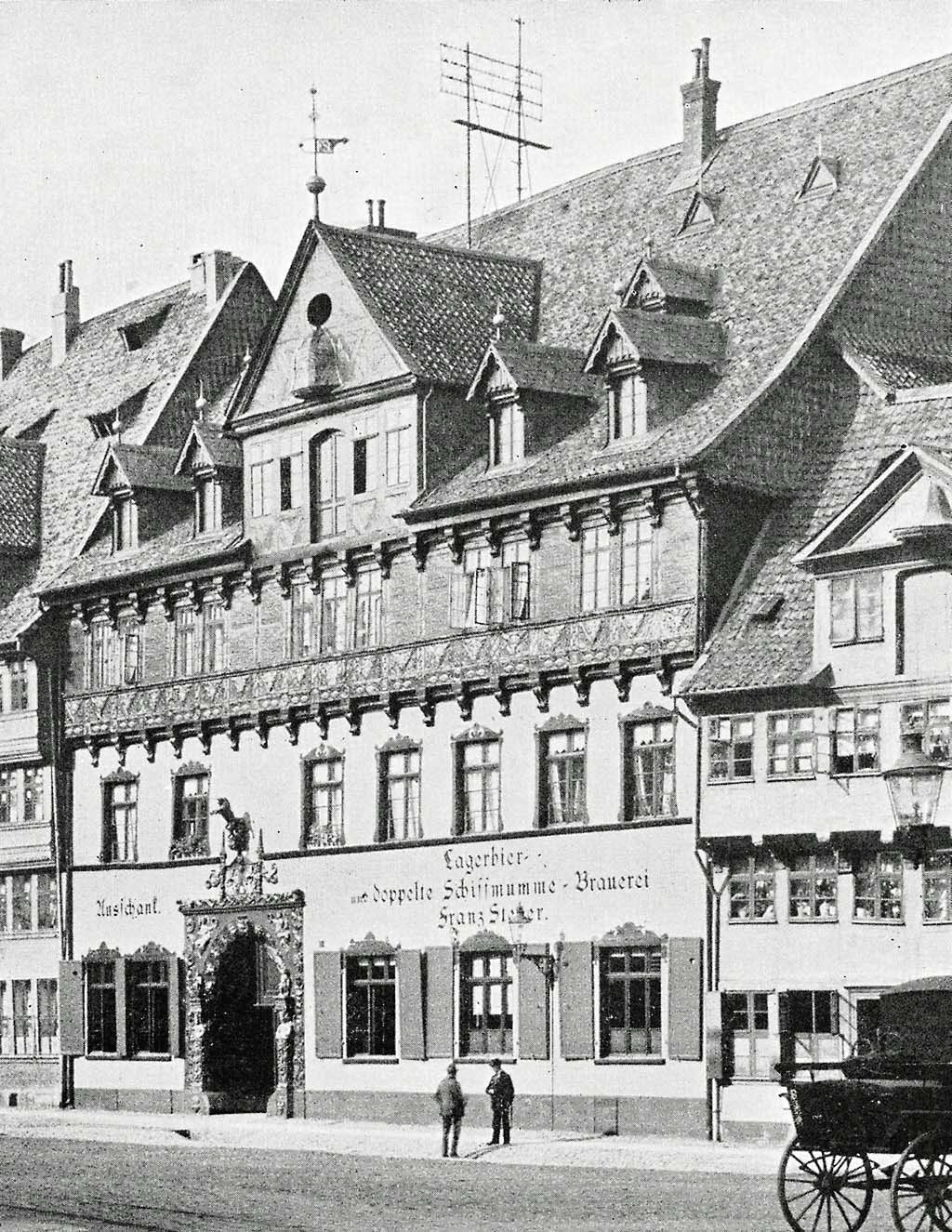
Mumme-Brauerei Steger um 1897

Die im Vorkriegs-Braunschweig bekannteste Adresse für gute Mumme war das Stammhaus der Brauerei Steger, das sogenannte „Mumme-Haus“, am Bäckerklint 4, gleich gegenüber dem noch vorhandenen Eulenspiegel-Brunnen. Das um 1588 erbaute Fachwerkhaus wurde wie so viele andere im Zweiten Weltkrieg am 10. Februar 1944 bei einem der zahlreichen Luftangriffe schwer beschädigt, musste abgerissen werden. Nur Teile des Portals stehen noch im Städtischen Museum Braunschweig.

## Nach dem Zweiten Weltkrieg
Nach dem Ende des Zweiten Weltkriegs gab es noch zwei Mumme-Brauereien in Braunschweig: Nettelbeck und Steger, wobei letztere ihren Betrieb 1954 einstellte. Die Familie Nettelbeck verkaufte die uralte Rezeptur, nach der das Getränk noch hergestellt wird, zusammen mit noch verwertbaren Gerätschaften 1949 an den Lotterie-Einnehmer Leo Basilius. Er nahm die Produktion in geringem Umfang wieder auf. Das alte Brauereigebäude am Bäckerklint, dem ursprünglichen Standort, war zerstört, so zog er zur Produktion in einen Vorort.
1990 ergab sich ein erneutes Schreckmoment in der 600-jährigen Geschichte des Traditionsgetränks. Ein staatliches Untersuchungsamt attestierte der Mumme einen zu hohen Eisengehalt, wahrscheinlich verursacht durch einen alten, eisernen Braukessel. Ein Neubau war für den Eigentümer betriebswirtschaftlich nicht sinnvoll, so wurde die Produktion von zuletzt 30.000 Dosen pro Jahr eingestellt. Die 600-jährige Mumme-Tradition schien damit zu Ende. 1996 jedoch wurde die Produktion wieder aufgenommen, die Tradition blieb in die Gegenwart erhalten. Hergestellt jedoch wird Mumme in Mülheim an der Ruhr und kommt in Fässern nach Braunschweig. Vor Ort wird sie in die bekannten Dosen abgefüllt und verkauft. Vertrieben wird Mumme von der „H. Nettelbeck Commandit-Gesellschaft“, die seit 1998 wieder markenrechtlich die doppelte Segelschiff-Mumme geschützt hat.

## Mumme aktuell

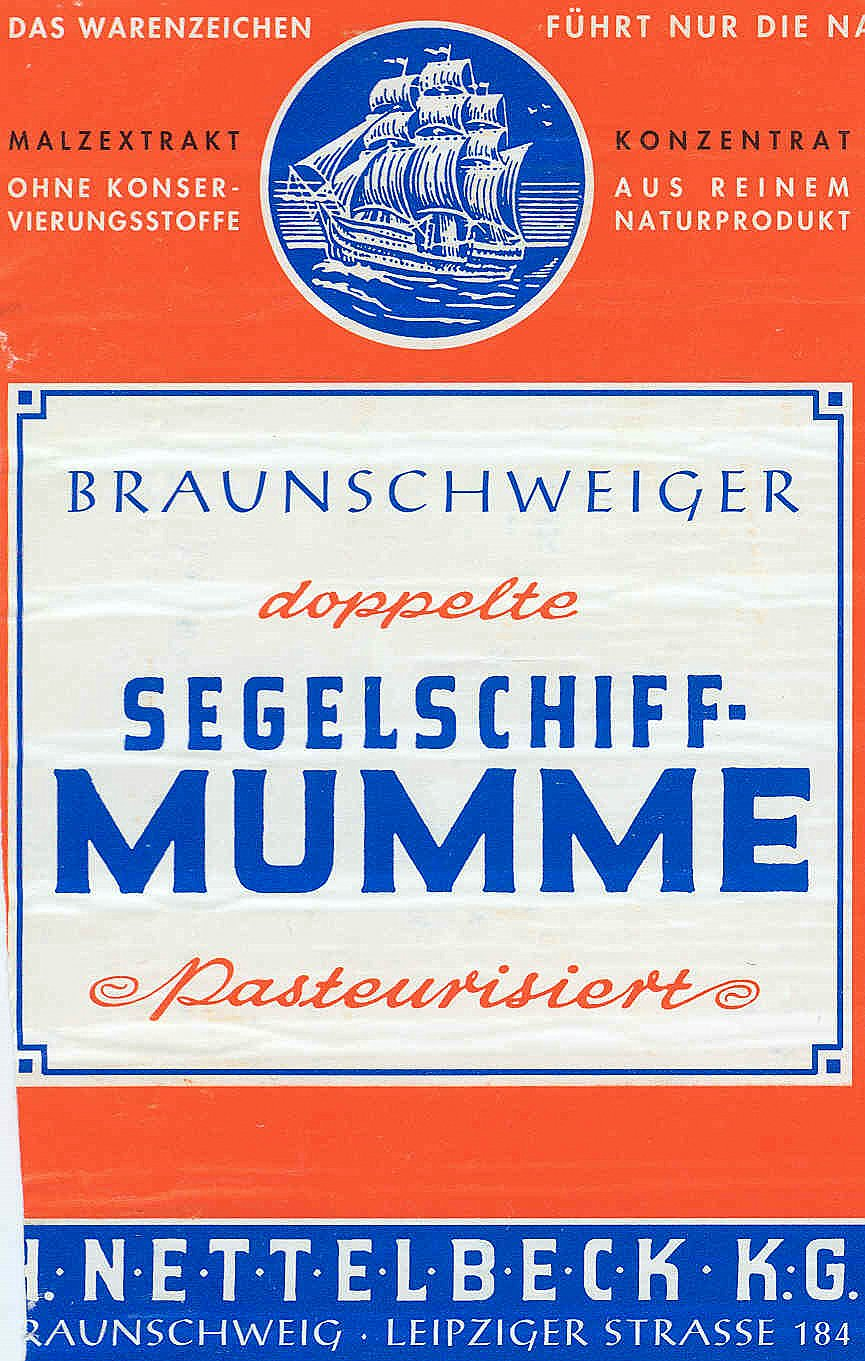
Mumme in einer Dose – ohne Alkohol
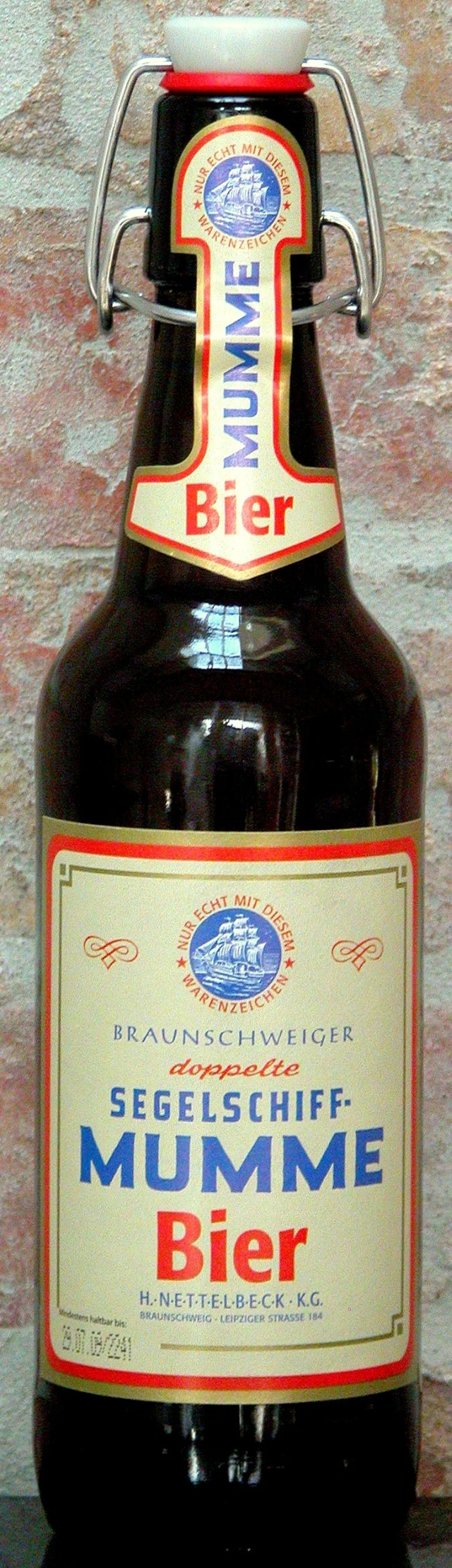
Die seit 2008 wieder erhältliche alkoholhaltige Variante der Mumme
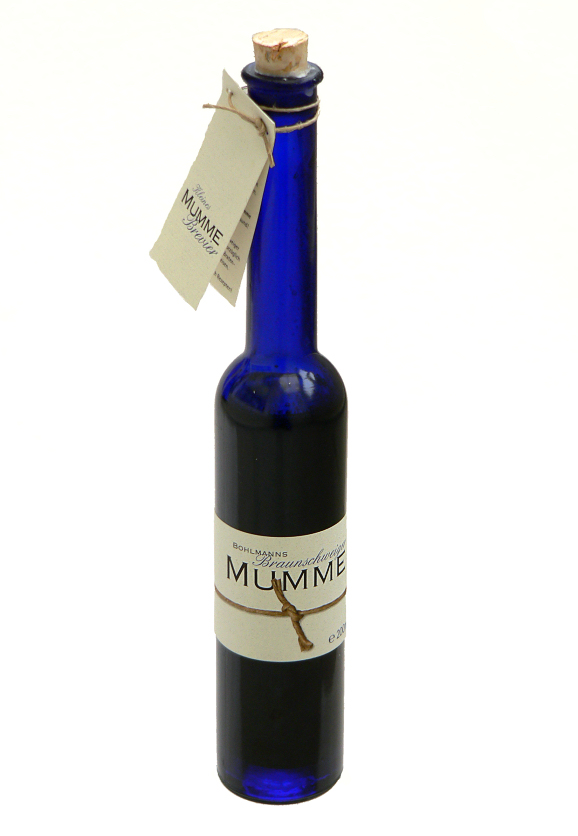
Alkoholfreie Version

Bis in das Jahr 2008 existierte die Braunschweiger Mumme lediglich in der alkoholfreien Version in Dosen abgefüllt. Die „nicht-alkoholische Mumme“ enthält hauptsächlich Maltose, dazu andere Zucker wie Glucose, Saccharose und Fructose. Wegen der erwähnten Süße und Zähflüssigkeit genießen nur wenige Kunden das Getränk pur. Seit einigen Jahren, vor allem durch die seit 2006 alljährlich stattfindende „Braunschweiger Mumme-Meile“ wiederentdeckt und verstärkt als Zusatz für Speisen und Getränke verwendet, steigt der Umsatz und die Bekanntheit. Je nach persönlichem Geschmack wird in helles Bier ein Schuss untergemischt. Mumme wird zur Verfeinerung von Soßen, Kuchen und sonstigem Gebäck verwendet. Nicht zuletzt existieren mittlerweile zahlreiche Kochbücher zur Verwendung der Mumme.
Viele Jahrzehnte war das Ergebnis der selbst verordneten Alkoholfreiheit spürbar: Braunschweiger Mumme hatte sich vom einstigen Exportartikel der Stadt zum skurrilen Souvenir für Exil-Braunschweiger und Touristen entwickelt. Erst seit der „1. Braunschweiger Mumme-Meile“ im Herbst 2006 ist das Getränk aus seinem Nischen-Dasein getreten und als Besonderheit erstarkt.

### Braunschweiger Mumme-Meile
2006 hat das Braunschweiger Stadtmarketing die Mumme wiederentdeckt Im Oktober/November 2006 wurde die 1. „Braunschweiger Mumme-Meile“ in der Innenstadt veranstaltet. Besuchern wie Bewohnern der Stadt soll dabei durch Veranstaltungen dieser Teil Wirtschaftsgeschichte der Stadt Braunschweig und die Mumme-Tradition näher gebracht werden. Die „Mumme-Meile“ fand jeweils am 1. Wochenende im November statt.